# Franco Mercuriali
Franco Miguel Mercuriali (Buenos Aires, 21 de febrero de 1974) es un periodista, conductor de radio y televisión argentino.

## Biografía
Creó el portal Edición Rural. Se recibió de Licenciado en Ciencias de la Comunicación en la Universidad de Buenos Aires. Realizó un posgrado en Agronegocios en la Universidad de San Andrés y cursó la maestría en Estudios Internacionales en la Universidad Torcuato Di Tella. Locutor egresado del ISER. En 2007 se incorporó a la señal televisiva Todo Noticias.
Actualmente, en la señal de cable Todo Noticias conduce TN Central, TN de Noche y El Pase. Trabaja además en Radio Berlín 107.9, haciendo "Buenos Días Berlín" junto a Noelia Ricci.

## Carrera
Buena parte de su trayectoria periodística la desarrolló en medios televisivos, Todo Noticias (TN), y radiales, en Radio Palermo, en la Ciudad Autónoma de Buenos Aires, en el año 2000 comenzó a trabajar en Radio Palermo (94.7), donde permaneció hasta el año 2018. Fue el conductor de un programa llamado Diálogo Franco. En octubre del 2007 se incorporó como periodista y conductor a la señal de cable de noticias Todo Noticias, del Grupo Clarín, para conducir el programa TN Agro,Condujo desde 2008 a 2014, TN de 16 a 18, junto a la periodista María Areces En 2011, también condujo TN de 6 a 9, junto a Silvia Martínez.
En julio de 2014, con la renovación de la programación de TN, pasa a formar parte de TN de 12 a 15, acompañando en la conducción a los periodistas Silvia Martínez y Federico Seeber En enero de 2016,realizó la cobertura para TN y Canal 13 del World Economic Forum, en la ciudad de Davos, Suiza. Entrevistó al entonces presidente argentino Mauricio Macri y a la canciller Susana Malcorra. En el año 2018 participó de la cobertura del G20 realizado en la Argentina. Actualmente, Franco Mercuriali es conductor del programa TN de Noche, que se emite de lunes a viernes en TN cerca a la medianoche, un noticiero que empezó a conducir a partir de marzo del año 2016, reemplazando a Sergio Lapegüe.
También participa de un segmento llamado "El Pase", de 01:00 a 02:00 hs, como transición entre TN de Noche y Re despiertos. 
En abril de 2020 participó en La fiesta del Pase, un programa especial que surgió a raíz de la cuarentena por el COVID-19; y cuya intención era divertir a la gente que no podía salir de sus casas. Inicialmente serían tres programas pero debido al éxito y por pedido del público se extendió a 35 ediciones. 
En junio fue incorporado al noticiero central de Todo Noticias, TN Central como conductor del mismo acompañado de Carolina Amoroso y Nicolás Wiñazki. 
En 2020 vuelve a realizar su programa: Diálogo Franco, pero a través de la radio en línea Conexión Abierta.
Desde 2021, trabaja en Radio Berlín 107.9 conduciendo "Buenos días Berlín" junto a Noelia Ricci.